# Винный шкаф

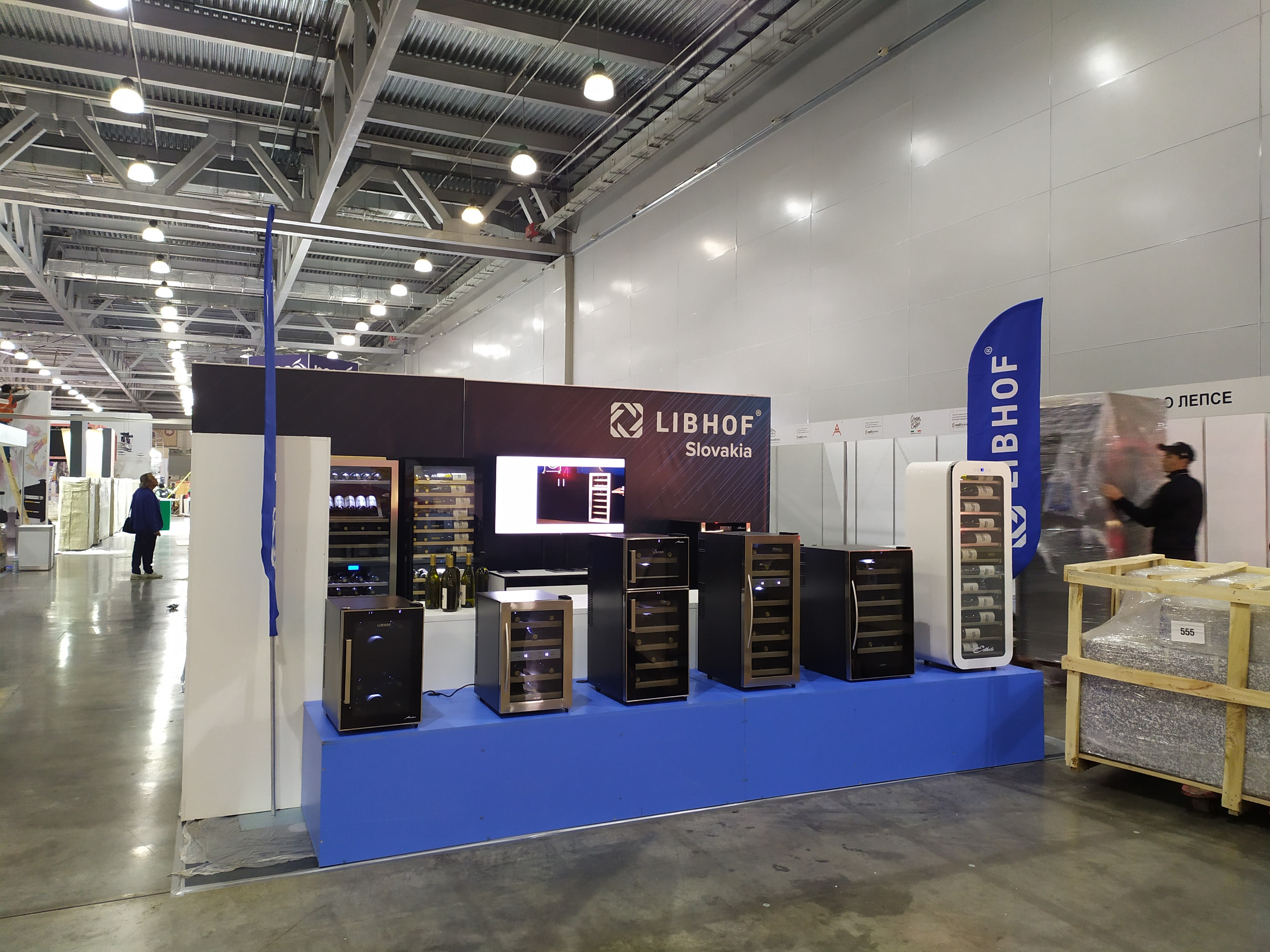
Модельный ряд винных шкафов Libhof

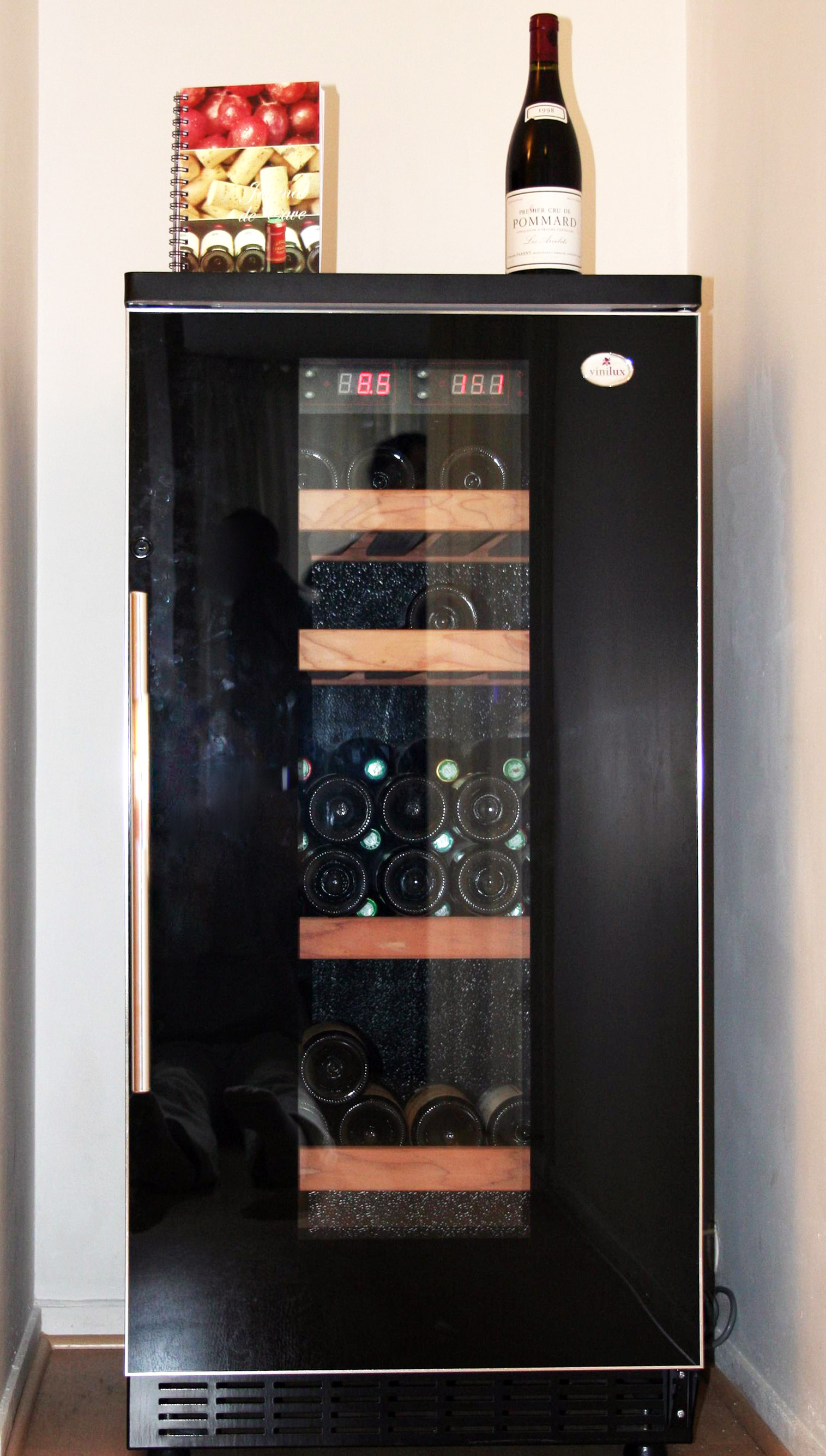
Винный холодильник Vinilux

Винный шкаф — устройство для хранения вина. Термины «винный кабинет» (Wine Cabinet), «винный холодильник» (Wine Fridge), «винный стеллаж» (Wine Rack), «винный кейс» (Wine Case) означают схожие по функционалу приспособления с незначительными отличиями в размере и способе регулирования температуры, с целью имитации условий хранения в винном погребе.

## Описание
Винный шкаф представляет собой устройство для организованного хранения вина в условиях приближенных к винному погребу.
Винные шкафы по своим функциям и возможностям делятся на несколько видов:
- По количеству температурных зон: моно- и многотемпературные; одно-, двух- и трёхзонные;
- По типу установки: встраиваемые и отдельностоящие (настольные, напольные, подвесные);
- По типу системы охлаждения: компрессорные и термоэлектрические;
- По используемым материалам: дерево, пластик, металл;
- По назначению: для выдержки и для хранения.[1][2][3][4]

При этом размер шкафа и вмещаемое количество бутылок могут сильно варьироваться.
Винные шкафы являются неотъемлемыми элементами дегустационных залов винодельческих хозяйств, крупных ресторанов, а также частных винных коллекций.